# Asyndeton
Das Asyndeton (altgriechisch ἀσύνδετον ‚unverbunden‘, Plural: Asyndeta) ist in der Rhetorik und der Linguistik eine asyndetische (unverbundene) Aufzählung. Es handelt sich um eine rhetorische Figur aus der Gruppe der Wortverbindungen. Hierbei wird die eigentlich zu erwartende Konjunktion (Verbindungspartikel) weggelassen. Die ohne Konjunktion aufgereihten Wörter oder Satzteile sind grammatikalisch und inhaltlich gleichgestellt und nicht gesteigert.

## Unterformen
Bisweilen unterscheidet man die folgenden Unterformen:
- Asyndeton adversativum (gegensätzliches Aufzählen – zwei konjunktionslose Aufzählungen werden einander gegenübergestellt)
- Asyndeton consecutivum (folgerndes Aufzählen)
- Asyndeton enumerativum  (unzählbares Aufzählen – Asyndeton zum Aufzeigen der Allumfassendheit des Aufgezählten)
- Asyndeton explicativum (erklärende Aufzählung)
- Asyndeton summativum (resultierendes Aufzählen – die Aufzählung wird anschließend in einem Ergebnis zusammengefasst)

## Wirkung
Dadurch, dass eine asyndetische Reihung irrational und ungeordnet ist, steht sie oft etwas außerhalb des Textzusammenhangs. Das verleiht ihr im Textganzen eine herausragende Bedeutung, die es ermöglicht, beispielsweise die innere Spannung oder die Dynamik eines Vorganges auszudrücken. Eine mit einer Konjunktion verbundene Reihung bezeichnet man als Syndeton. Das Gegenteil des Asyndeton ist das Polysyndeton (die mehrfachverbundene Aufzählung, etwa „Einigkeit und Recht und Freiheit“).

### Beispiele
„Veni, vidi, vici“

„Wie selig bin ich doch! O haar / stirn / blick / brust / hand /
So köstlich / friendlich / klar / anmuthig und beglicket!“

„Rufts, trank, dürstete! bebte! ward bleicher, blutete! rufte: …“

„Ein Auto. Ein Computer. Ein Mann.“

„Ein Rot, ein Grün, ein Grau vorbeigesendet, ein kleines kaum begonnenes Profil …“